# Spodoptera flavimedia
Spodoptera flavimedia är en fjärilsart som beskrevs av Harvey 1875. Spodoptera flavimedia ingår i släktet Spodoptera och familjen nattflyn. Inga underarter finns listade i Catalogue of Life.